# Icom Incorporated
ICOM Incorporated (アイコム 株式会社, Aikomu Kabushiki gaisha)  é um fabricante internacional de rádio transmissores e receptores, fundada em 1954 por Tokuzo Inoue. Seus produtos incluem equipamentos para rádio-amadores, pilotos, aplicações marítimas ou terrestres móveis, aplicações profissionais e entusiastas de scanner de rádio.
Sua sede está localizada em Osaka, no Japão, com filiais nos Estados Unidos (em Bellevue, Washington), Canadá (em Delta, Colúmbia Britânica), Austrália (Melbourne, Victoria), Nova Zelândia (Auckland), o Reino Unido (Kent, Inglaterra) e França (Toulouse).

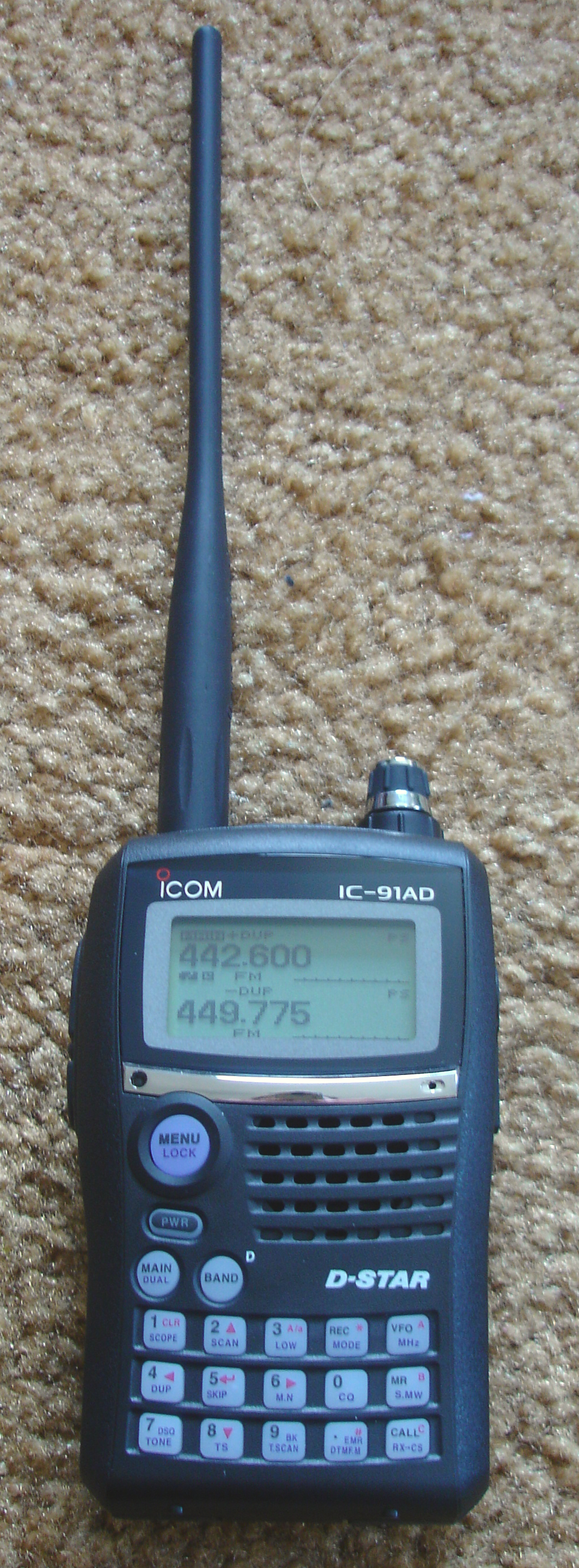
IC-91AD transceptor
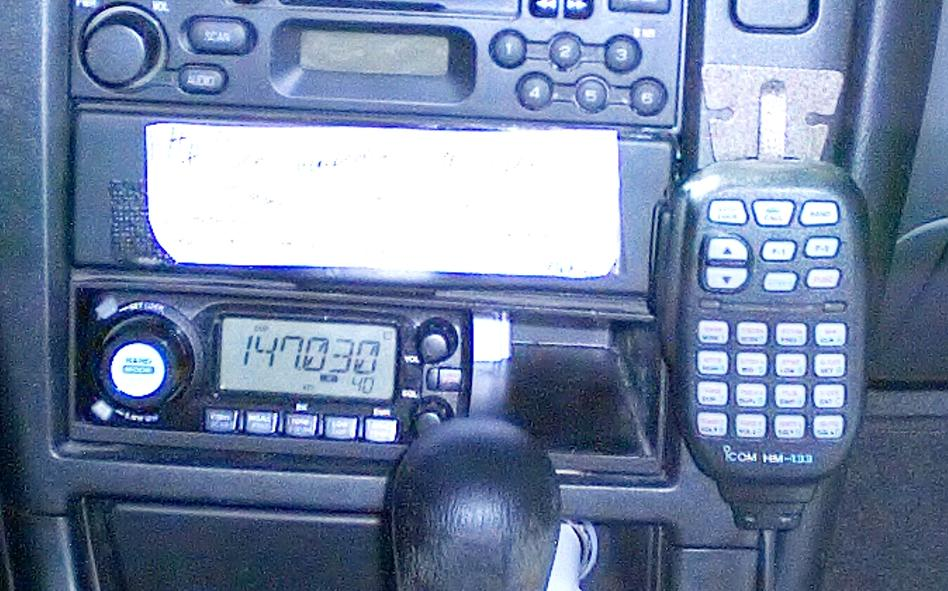
ID-800H transceptor móvel
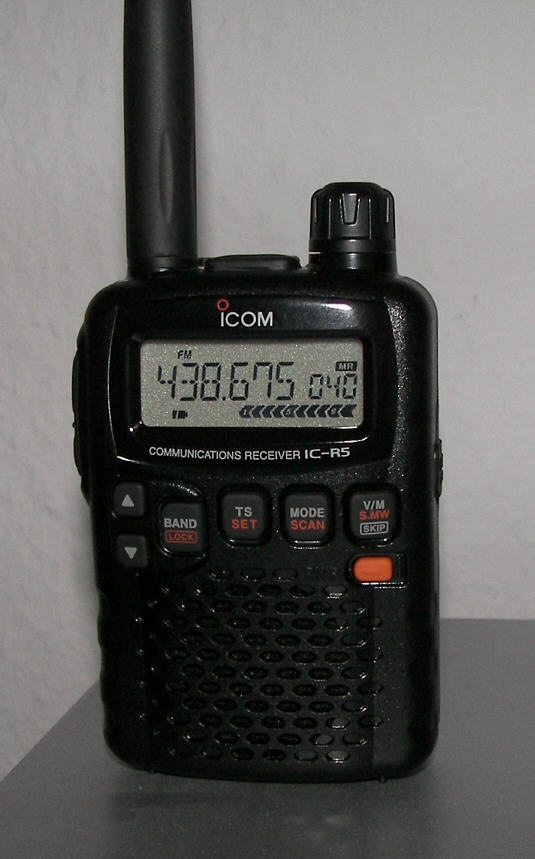
IC-R5 tranceptor móvel